# Crana
Crana è una frazione del comune svizzero di Onsernone, nel Canton Ticino (distretto di Locarno).

## Geografia fisica
Crana si trova in valle Onsernone.

## Storia

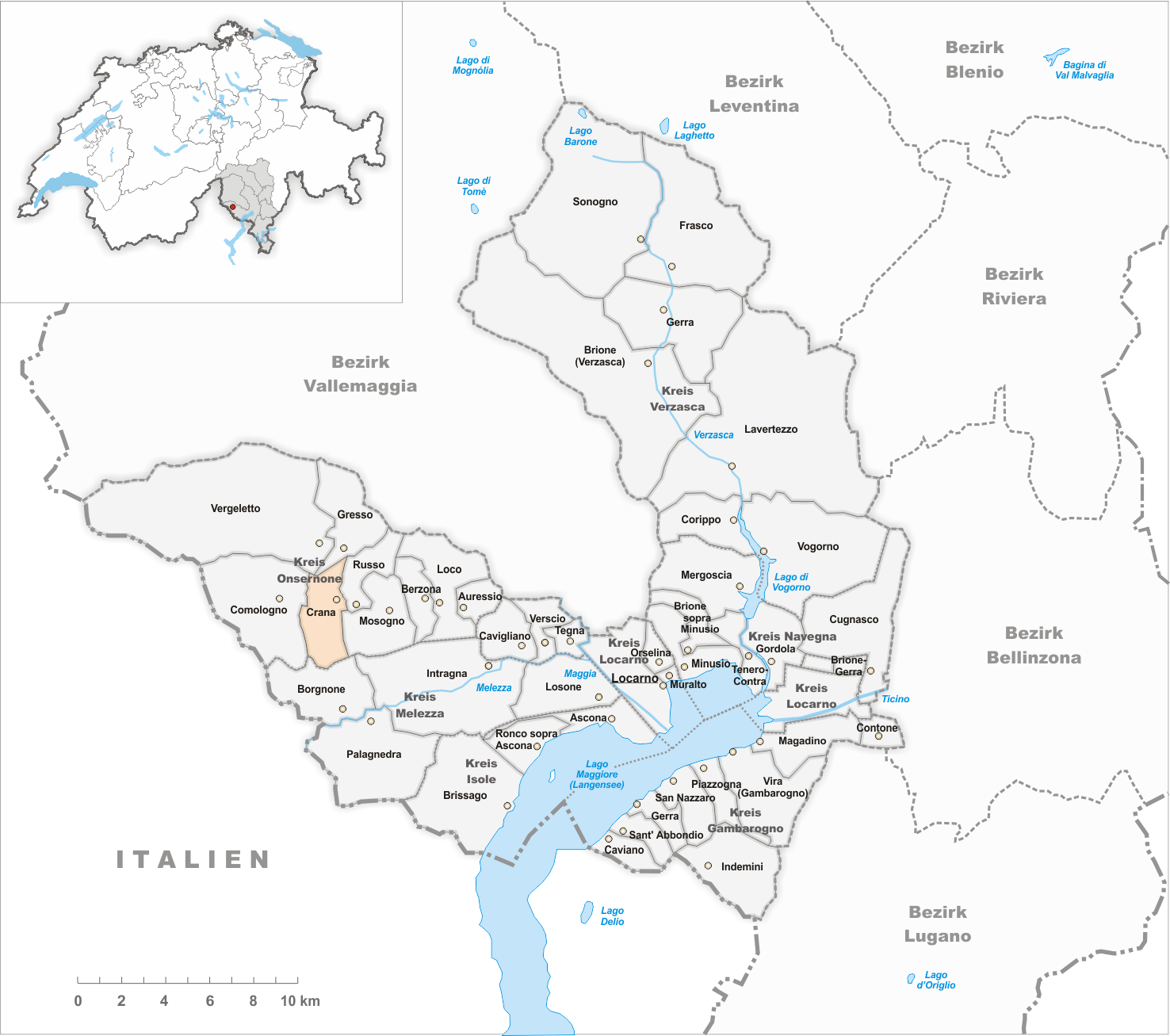
Il territorio del comune di Crana prima degli accorpamenti comunali del 1995

Già comune autonomo, il 1º gennaio 1995 è stato accorpato agli altri comuni soppressi di Comologno e Russo per formare il comune di Onsernone.

## Monumenti e luoghi d'interesse
- Chiesa parrocchiale dei Santi Pietro e Paolo, del 1676[1].

## Società

### Evoluzione demografica
L'evoluzione demografica è riportata nella seguente tabella:
Abitanti censiti

Da comune autonomo, Crana registrò un notevole numero di attinenti, ossia di stranieri naturalizzati svizzeri.

## Amministrazione
Ogni famiglia originaria del luogo fa parte del comune patriziale di Onsernone e ha la responsabilità della manutenzione di ogni bene ricadente all'interno dei confini della frazione.